# Natalia Boa Vista
Natalia Boa Vista is een personage uit de Amerikaanse televisieserie CSI: Miami. Ze wordt gespeeld door Eva LaRue.

## Achtergrond
Natalia was een slachtoffer van mishandeling door haar echtgenoot Nick Townsend. Haar associatie met andere mishandelde vrouwen hielp het CSI team een moordzaak op te lossen van een vrouw die door haar man was vermoord. Natalia is een DNA analist die oorspronkelijk oude en onopgeloste zaken kreeg toegewezen.
Aan het einde van seizoen 4 bleek ze een informant van de FBI te zijn, die aan het lab was toegewezen om bewijzen te verzamelen tegen Horatio Caine en zijn team. Toen haar collega’s haar hierover confronteerden, maakte ze bekend enkel positieve dingen over het lab te hebben gemeld aan de FBI. Later bleek de negatieve informatie over het lab afkomstig te zijn van een andere bron, State Attorney Monica West (aflevering 425, "One of Our Own").
In de aflevering "Darkroom", vond CSI Ryan Wolfe een stapel foto’s van vrouwen, en Natalia herkende een van de vrouwen als haar zus, Anya. DNA van een plaats delict bewees dat Anya inderdaad een van de vrouwen was waar het CSI team naar zocht. Aan het einde van de aflevering wist Horatio Anya te lokaliseren en bevrijden.
In de aflevering "Internal Affairs" werd Nick Townsend vermoord, en al het bewijs wees Natalia aan als de dader. Horatio en Calleighs ex-vriend Detective Jake Berkeley moesten bewijzen vinden die Natalia’s naam konden zuiveren. Later bleek een andere man Nick te hebben vermoord als gevolg van onenigheid over een paar oorbellen die Nick had gestolen van een plaats delict.

## Relaties
Natalia en Eric Delko gingen een tijdje samen uit, maar hun relatie liep stuk. Vooral toen bleek dat Natalia een keer met Eric naar bed was gegaan om informatie over het lab te krijgen (aflevering 425, "One of Our Own"). Desondanks bleef Eric beschermend tegenover haar, vooral toen haar ex-man Nick opdook. Toen Eric werd neergeschoten in 'No Man's Land', maakte Natalia aan Frank Tripp bekend dat ze alleen maar aan Eric kon denken.
Natalia is getrouwd geweest met een man genaamd Nick Towensend, maar hij mishandelde haar en belandde daarvoor in de gevangenis. In seizoen 5 werd Natalia een CSI stagiair en mocht ook plaatsen delict bezoeken. Tot haar schok was Nick vrijgelaten en gaan werken voor een particulier bedrijf dat plaatsen delict schoonmaakt. Nick regelde bij de rechtbank een contactverbod voor Natalia zodat ze gedwongen was uit zijn buurt te blijven, en maakte dat hij altijd de plaatsen delict kreeg toegewezen waar zij aan het werk was.

## Trivia
- In de aflevering "Darkroom" werd Eva LaRue’s zus Nika gevraagd voor de rol van Anya, Natalia’s zus. Ze sloeg dit echter af. In plaats daarvan speelde ze een journalist.